# کوان چی
کوان چی (به انگلیسی: Quan Chi) یکی از شخصیت‌های شیطانی و اصلی سری بازی ویدئویی مورتال کامبت است که برای اولین بار در مجموعه انیمیشنی مورتال کامبت: مدافعان قلمرو، و بعد از آن در نسخه اسطوره‌ها: ساب-زیرو ظاهر شد و سپس به عنوان یکی از شخصیت‌های اصلی و قابل انتخاب در مورتال کامبت ۴ حضور پیدا کرد. وی در این نسخه دشمن اصلی رِیدِن بود. کوان چی به عنوان قویترین ساحره و احضارکننده ارواح در قلمرو زیرزمین به‌شمار می‌رفت. او فردی خودخواه و فرصت طلب بود و با هر کس که برای رسیدن به اهداف پلیدش کمک می‌کرد، هم پیمان می‌شد. طبیعت شرور و فریبنده‌اش باعث شد تا دشمنان بسیاری از جمله ساب-زیرو و اسکورپیون بدست آورد. او یکی از قطب‌های پیمان خونین در نسخه مورتال کامبت: اتحاد مرگبار به‌شمار می‌رفت که با شنگ سونگ متحد شده و با همکاری یکدیگر لیو کانگ، قهرمان مسابقات مورتال کامبت و همچنین شائو کان، امپراتور جهان خارجی را به قتل رساندند.کوان چی هم چنین به وجود آورنده اسکورپین و جان بخشیدن دوباره به او بود که باعث شد انتقام خود را از ساب زیرو بگیرد.

## دربارهٔ کوان چی
کوان چی قدرتمندترین جادوگر و ساحره در ندررلم و یک شرور برجسته در مجموعهٔ مورتال کامبت است. او از فردی حیله‌گر و پرخشونت است که با نقشه‌های بی‌پایان خود نه تنها قصد غلبه بر ارث‌رلم بلکه غلبه بر تمام هستی را دارد. او یک فرد فرصت‌طلب است و با هر کس که بتواند به او کمک کند متحد می‌شود. بی‌رحمی و عمل‌گرایی از ویژگی‌های قابل‌توجه او هستند. ماهیت فریبندهٔ او باعث شده تا کوان چی دشمنان بسیاری از جمله ساب-زیرو و اسکورپیون را داشته باشد. او مسئول نابودی خانواده و قبیلهٔ اسکورپیون است. از لحاظ مهارت‌های جادوگری تنها شیناک، شائو کان، شنگ سونگ و دلیا قادر به برابری با کوان چی هستند.

## تاریخچه
مورتال کمبت (۲۰۱۱): «ندررلم موجودات شرور زیادی تولید کرده‌است، اما هیچ‌کدام رقیب کوان چی نمی‌شود. او به جای استفاده از شیاطین این قلمرو، ترجیح می‌دهد تا جنگجویان مرده را برای استفاده در نقشه‌های شوم خود احیا کند. مهم‌ترین فردی که تحت چنین شکنجه‌ای قرار گرفته‌است اسکورپیون، نینجای قبیله شیرای است که به قاتل شخصی کوان چی تبدیل شد. کوان چی در حال ساختن ارتشی از چنین ارواحی بود که هدف از آن فاش نشده‌است. راز دیگر مربوط به او ناشناخته بودن دلیل شرکت او در مسابقات مورتال کمبت است. ندررلم هیچ مزیتی در این تورنمنت ندارد، در نتیجه برخی از ناظران حضور او را زیر سؤال می‌برند…»
مورتال کمبت ایکس: «کوان چی در اصل یک شیطان از ندررلم است که به یکی از قدرتمندترین جادوگران در این قلمرو تبدیل شد. او در خدمت شیناک، خدای ارشد است، کسی که توسط سایر خدایان ارشد در ندررلم زندانی شده بود. بیست و پنج سال پیش، کوان چی به شیناک کمک کرد تا از این زندان جهنمی فرار کند. آن‌ها با هم در سرزمینی که به دلیل درگیری با اوت‌ورلد ضعیف شده بود، جنگیدند. هنگامی که شیناک شکست خورد، کوان چی به زیرزمین رانده شد. او همچنان از بخش‌هایی ناشناخته به دستکاری وقایع ادامه داد.»